# Anton Minnebusch
Anton Minnebusch (* 1894 in Greven; † 23. Januar 1959 ebenda) war ein deutscher Weber, Kaufmann und Kommunalpolitiker (CDU). Er war von 1946 bis 1950 Bürgermeister der Gemeinde Greven-Dorf und ab 1950 bis zu seinem Tod im Jahr 1959 Bürgermeister der nunmehrigen Stadt Greven im Münsterland. Von 1946 bis zu dessen Auflösung im Jahr 1954 amtierte er zugleich als Bürgermeister des gleichnamigen Amtes Greven.

## Leben

### Ausbildung und beruflicher Werdegang
Anton Minnebusch wurde im Jahr 1894 in Greven im nördlichen Münsterland geboren und wuchs dort in einer katholischen Familie auf. Er absolvierte eine Ausbildung zum Weber in der zu dieser Zeit durch die Textilindustrie geprägten Region. Nachdem er als Soldat im Ersten Weltkrieg teilgenommen und eine Kriegsverletzung erlitten hatte, konnte er seinen erlernten Beruf des Webers nicht mehr ausüben und machte sich in der Zeit der Weimarer Republik als Kaufmann selbstständig.

### Politik
Erst nach dem Zweiten Weltkrieg und dem Ende des Nationalsozialismus begann Minnebusch seine politische Karriere mit der Ernennung zum Mitglied der Gemeindevertretung Greven-Dorf durch die britische Besatzungsverwaltung im Dezember 1945. Er gilt auch als Mitbegründer der CDU in Greven. Zunächst vorgeschlagen für den Posten des Ersten Beigeordneten, wurde Minnebusch am 5. März 1946 schließlich zum ehrenamtlichen Amtsbürgermeister und im April 1946 auch zum ehrenamtlichen Bürgermeister der Gemeinde Greven-Dorf gewählt, damals jedoch noch von den ernannten, nicht von demokratisch gewählten Amts- und Gemeinderäten. Erst nach der ersten Amts- und Gemeinderatswahl vom 15. September 1946 wurde Minnebusch ein demokratisch legitimierter Bürgermeister. In seiner Eigenschaft als Bürgermeister der Gemeinde Greven-Dorf wurde Minnebusch mit der Stadtwerdung Grevens im Jahr 1950 Bürgermeister der Stadt Greven, blieb aber bis zur Auflösung des Amtes Greven am 14. Mai 1954 auch weiter Amtsbürgermeister. Als solcher wurden ihm primär repräsentative Aufgaben zuteil, da in Greven als Teil Nordrhein-Westfalens wie auch im benachbarten Niedersachsen bis in die Mitte der 1990er Jahre die durch das britische Vorbild geprägte Norddeutsche Ratsverfassung galt, nach welcher die Führung der Verwaltung im Zuge einer sogenannten Doppelspitze durch einen getrennt vom Rat gewählten Stadtdirektor erfolgte.
In Minnebuchs Amtszeiten als Bürgermeister fielen dennoch politisch-gesellschaftlich einschneidende Veränderungen in der Entwicklung Grevens, das innerhalb von 13 Jahren von einer dörflichen zu einer städtischen Siedlungsstruktur reifte. Großes Ansehen erwarb er sich besonders durch die von ihm seit 1946 geforderte Auflösung der DP-Lager in Greven und Reckenfeld, die nach heutigem Wissensstand jedoch nicht vollends auf seine Interventionen zurückgeführt werden kann. Vor allem die Förderung von Schulneubauten, Sportstätten und des sozialen Wohnungsbaus lagen Minnebusch am Herzen. Die Minnebusch-Siedlung im Westen der heutigen Stadt Greven links der Ems wurde später aus diesem Grund nach ihm benannt.
Am 23. Januar 1959 erlag Anton Minnebusch überraschend einem schweren Herzanfall. Sein Lebensmotto hatte Minnebusch zuvor auf Plattdeutsch mit "Nich soviell küern, mähr müern" beschrieben.